# Dukszty Stare
Dukszty Stare (lit. Dūkšteliai) – wieś na Litwie, w okręgu uciańskim, w rejonie ignalińskim, na północ od miasta Dukszty, między jeziorem Parsvėtas i Parsvėtaitis. W 2011 roku liczyła 53 mieszkańców.
Dawniej nosiła nazwę Dukszty (lit. Dūkštas). 
We wsi znajdują się zabudowania dawnego majątku Dukszty, m.in. zabytkowy, późnoklasycystyczny dwór wzniesiony pod koniec XVIII wieku z czterokolumnowym portykiem w stylu toskańskim z pierwszej połowy XIX wieku oraz XIX-wieczne budynki gospodarcze, w tym stodoła i stajnia. Koło dworu mieści się park z początku XIX wieku.

## Historia
Z 1573 roku pochodzi pierwsza wzmianka o majątku Dukszty. W 1601 roku wzniesiono w Duksztach drewniany kościół, który przebudowano następnie w 1674 roku. Pod koniec XVIII wieku wybudowano dwór, który zachował się do dziś. Na początku XIX wieku właścicielami majątku byli Rudominowie. W 1813 roku przeszedł on w ręce Biegańskich. W dworze gościli filomaci, m.in. Tomasz Zan i Adam Mickiewicz. W lecie 1835 roku w podziemiach miejscowego kościoła pochowany został malarz Jan Rustem; jego imię nosi obecnie główna ulica we wsi. W 1861 roku miejscowi chłopi doprowadzili do rozruchów po ogłoszeniu reformy uwłaszczeniowej, które zostały stłumione przez oddziały carskie. W drugiej połowie XIX wieku, w związku z budową Kolei Warszawsko-Petersburskiej, zaczęła rozwijać się osada Dukszty (obecnie miasto), wobec czego dla odróżnienia majątek zaczęto nazywać także Starymi Duksztami (lit. Senasis Dūkštas). W 1938 roku dokonano remontu kościoła. W latach 1939–44 we dworze działała niższa szkoła rolnicza. W 1956 roku spalił się kościół. W latach 1968–77 wieś była siedzibą gminy Sakiszki.